# Тригубщина

Тригубщина (укр. Тригубщина) — село,
Гречановский сельский совет,
Гадячский район,
Полтавская область,
Украина.
Код КОАТУУ — 5320482407. Население по переписи 2001 года составляло 3 человека.

## Географическое положение
Село Тригубщина находится на расстоянии в 1,5 км от сёл Гречановка и Цимбалово.
По селу протекает пересыхающий ручей с запрудой.

## История
- 1859 — дата основания.